# Mont Redon (Chastreix)
Pour les articles homonymes, voir Redon (homonymie).
Le mont Redon est un sommet des monts Dore dans le Massif central.

## Géographie

### Situation
Le mont Redon est situé sur la commune de Chastreix, entre le puy de Chabane et le roc de Courlande.

### Hydrographie
La Gagne y prend sa source.

### Géologie
Le sous-sol du mont Redon est constitué de trachyte.

## Activités

### Protection environnementale
Son versant méridional est inclus dans le site Natura 2000 « Monts Dore », tandis que l'intégralité de son sommet est répertoriée en ZNIEFF de type 2 « Monts Dore », ainsi que dans la ZNIEFF de type 1 « Montagne du Mont - Mont Redon ».

### Sports d'hiver
Le téléski du Redon, érigé en 1969 par le fabricant Gimar Montaz Mautino et faisant partie du domaine skiable de Chastreix-Sancy, est positionné sur le versant septentrional du mont.